# Eric Stein
Eric Stein (* 8. Juli 1913 in Holice; † 28. Juli 2011 in Ann Arbor, Michigan) war ein amerikanischer Jurist. Er fungierte von 1955 bis 1983 als Professor an der University of Michigan und wirkte insbesondere in den Bereichen Völker- und Europarecht sowie Verfassungsrecht und Rechtsvergleichung. In Anerkennung seiner Leistungen wurde er unter anderem mit der Manley-O.-Hudson-Medaille der Amerikanischen Gesellschaft für internationales Recht und der tschechischen Verdienstmedaille geehrt.

## Leben
Eric Stein, der jüdischer Abstammung war, wurde 1913 in der böhmischen Stadt Holice geboren, die zur damaligen Zeit zu Österreich-Ungarn gehörte. Seine rechtswissenschaftliche Ausbildung erhielt er an der Karls-Universität Prag, an der er 1937 die Promotion erlangte. Zwei Jahre später emigrierte er über Italien in die Vereinigten Staaten, wo er in der Folgezeit an der University of Michigan Studien des amerikanischen Rechts im Jahr 1942 als Juris Doctor abschloss.
Nach Militärdienst in der United States Army während des Zweiten Weltkrieges war er ab 1946 zunächst in der UN-Abteilung des Außenministeriums der Vereinigten Staaten beschäftigt, bevor er 1955 an die University of Michigan zurückkehrte und dort eine Professur für internationales Recht und Organisation übernahm. Er fungierte außerdem als Rechtsberater der amerikanischen Delegationen zur UN-Generalversammlung, der amerikanischen Vertreter im UN-Sicherheitsrat sowie der USA in Verfahren vor dem Internationalen Gerichtshof in Den Haag. Darüber hinaus unterrichtete er 1971 als Dozent an der Haager Akademie für Völkerrecht. Ab 1976 war er Inhaber des Hessel-E.-Yntema-Lehrstuhls an der University of Michigan, an der er sieben Jahre später emeritiert wurde.
Eric Stein war ab 1955 verheiratet. Er starb 2011 im Alter von 98 Jahren in Ann Arbor.

## Wirken
Schwerpunkte des rechtswissenschaftlichen Wirkens von Eric Stein waren das Völkerrecht, insbesondere in den Bereichen Abrüstungs- und Rüstungskontrollrecht, internationales Wirtschaftsrecht und Recht internationaler Organisationen wie den Vereinten Nationen und den Europäischen Gemeinschaften, sowie das Europarecht, das Verfassungsrecht und die vergleichende Rechtswissenschaft. Nach 1990 unterstützte er die Tschechoslowakei beziehungsweise nach deren Auflösung die Tschechische Republik bei der Ausarbeitung einer neuen Verfassung. Zu seinen akademischen Schülern zählten unter anderem Jochen Abraham Frowein, Joseph H. H. Weiler und Bruno Simma.

## Auszeichnungen
Eric Stein wurde in Anerkennung seines Wirkens unter anderem zum Ehrenherausgeber des American Journal of International Law und zum Ehrenvizepräsidenten der Amerikanischen Gesellschaft für internationales Recht ernannt, die ihm darüber hinaus 2011 mit der Manley-O.-Hudson-Medaille ihre höchste Ehrung verlieh. Darüber hinaus erhielt er Lifetime Achievement Award der American Society of Comparative Law (2004) und der European Union Studies Association (2005) sowie Ehrendoktortitel sowohl der niederländischsprachigen Vrije Universiteit Brussel als auch der französischsprachigen Université Libre de Bruxelles und der Westböhmischen Universität in Pilsen. Im Jahr 2001 wurde er von Václav Havel mit der tschechische Verdienstmedaille in der I. Stufe ausgezeichnet. Seine Heimatstadt Holice ernannte ihn zum Ehrenbürger. An der University of Michigan ist mit der Eric Stein Distinguished University Professorship of Law and Sociology ein Lehrstuhl nach ihm benannt.

## Werke (Auswahl)
- American Enterprise in the European Common Market. A Legal Profile. Reihe: Michigan Legal Studies. Zwei Bände. Ann Arbor 1960 (als Mitherausgeber), (Online), (Online)
- Diplomats, Scientists, and Politicians: The United States and the Nuclear Test Ban Negotiations. Ann Arbor: The University of Michigan Press, 1966 (als Mitautor), (Online)
- Cases and Materials on the Law and Institutions of the Atlantic Area. Zwei Bände. Ann Arbor 1963; weitere Auflagen in der Reihe Contemporary Legal Education Series unter den Titeln Law and Institutions in the Atlantic Area. Readings, Cases and Problems, Indianapolis 1967, und European Community Law and Institutions in Perspective, Indianapolis 1976 (als Mitautor) (Online)
- Harmonization of European Company Laws: National Reform and Co-ordination. Indianapolis 1971 (Online)
- Post-communist Constitution-making: Confessions of a Comparatist. San Domenico 1992 (Online)
- International Law in Internal Law: Toward Internationalization of Central-Eastern European Constitutions?  In: American Journal of International Law, Vol. 88, No. 3 (Jul., 1994), S. 427–450 (Online)
- Czecho/Slovakia: Ethnic Conflict, Constitutional Fissure, Negotiated Breakup. Ann Arbor 1997, ISBN 0-472-08628-6, (Online)
- Thoughts from a Bridge: A Retrospective of Writings on new Europe and American Federalism. Ann Arbor 2000, ISBN 0-472-11059-4 (Online)
- International Integration and Democracy: No Love at First Sight. In: American Journal of International Law, Vol. 95, No. 3 (Jul., 2001), S. 489–534 (Online)
- War, Politics, Law - And Love: Italy 1943-1946.  In: 32 Michigan Journal of International Law 533  (2011) (Online).